# NGC 326
NGC 326 је елиптична галаксија у сазвежђу Рибе која се налази на NGC листи објеката дубоког неба.
Деклинација објекта је + 26° 51' 57" а ректасцензија 0h 58m 22,6s. Привидна величина (магнитуда) објекта NGC 326 износи 13,3 а фотографска магнитуда 14,3. NGC 326 је још познат и под ознакама UGC 601, MCG 4-3-25, CGCG 480-26, 4ZW 35, PGC 3482.